# 千葉県立湖北特別支援学校
千葉県立湖北特別支援学校（ちばけんりつ こほくとくべつしえんがっこう）は、千葉県我孫子市に所在する高等部単独の特別支援学校。知的障害のある生徒を対象としており、学科は普通科と流通サービス科を設置している。

## 概要
本校には、普通科と流通サービス科が設置されている。普通科には、陶芸コース、農業コース、園芸コース、木工コース、縫製コースがあり、流通サービス科には、流通メンテナンスコースおよび食品サービスコースが設けられている。流通サービス科の定員は16名である。
制服については、普通科には指定がなく、流通サービス科には制服が指定されており、女子にはスラックスも選択可能となっている。昼食には、千葉県内の専門学科で唯一、給食が提供されている。

## 通学区域
普通科
我孫子市、印西市（印旛地区、本埜地区を除く）、白井市、柏市（東部地区）
流通サービス科
千葉県全域

## 生徒数・教職員数
2025年度（令和7年）
- 普通科：97名
- 流通サービス科：45名
- 計：142名
- 教職員：78名

## 部活
- パソコン部[2]
- 音楽部
- 美術部
- 陸上部
- バスケットボール部
- バドミントン部
- 卓球部

## 主な行事
- 湖北スポーツフェスティバル（5月）[1]
- 湖北「夏の市」（6月）
- 高等部スポーツ大会（9月)
- 2年生修学旅行（9月）
- 湖翔祭（11月）
- 特別支援学校高等部駅伝地区大会（12月）
- 校内・現場実習（前・後期各1回）
- 生徒会役員選挙（1月）

## 学校間交流
- 千葉県立我孫子東高等学校[4]

## 所在地
〒270-1123　千葉県我孫子市日秀70番地（旧千葉県立湖北高等学校跡地）

## アクセス
- JR成田線「湖北駅」から徒歩13分